# Шабри
Шабри́ (фр. Chabris) — коммуна во Франции, в регионе Центр — Долина Луары, департамент Эндр, округ Исудён.
Коммуна расположена на расстоянии около 190 км на юг от Парижа, 75 км на юг от Орлеана, 50 км на север от Шатору.

## Население
Население — 2749 человек (2007).
| 1793  | 1800  | 1806  | 1821  | 1831  | 1836  | 1841  | 1846  | 1851  | 1856  | 1861  | 1866  | 1872  | 1876  | 1881  | 1886  | 1891  |
| ----- | ----- | ----- | ----- | ----- | ----- | ----- | ----- | ----- | ----- | ----- | ----- | ----- | ----- | ----- | ----- | ----- |
| 1 937 | 1 923 | 2 055 | 2 236 | 2 511 | 2 563 | 2 530 | 2 781 | 2 872 | 2 958 | 3 030 | 3 111 | 3 116 | 3 044 | 3 043 | 3 026 | 2 927 |

| 1896  | 1901  | 1906  | 1911  | 1921  | 1926  | 1931  | 1936  | 1946  | 1954  | 1962  | 1968  | 1975  | 1982  | 1990  | 1999  | 2007  |
| ----- | ----- | ----- | ----- | ----- | ----- | ----- | ----- | ----- | ----- | ----- | ----- | ----- | ----- | ----- | ----- | ----- |
| 2 836 | 2 780 | 2 792 | 2 737 | 2 552 | 2 441 | 2 372 | 2 437 | 2 385 | 2 358 | 2 391 | 2 493 | 2 493 | 2 589 | 2 672 | 2 656 | 2 749 |

## Известные люди, связанные с городом
- Люк Монтанье — французский вирусолог, кавалер ордена Почётного легиона, лауреат Нобелевской премии в области медицины и физиологии 2008 года, родился в 1932 году в Шабри
- Михаил Осоргин — русский писатель и журналист, автор романов «Сивцев Вражек», «Вольный каменщик», с 1922 года эмигрант, проживал в Шабри после бегства из оккупированного Парижа с 1940 года до своей кончины в 1942 году